# Сташенков Микола Олексійович
Микола Олексійович Сташенков (15 березня 1934, село Дрягилі, тепер Руднянського району Смоленської області, Російська Федерація) — радянський діяч, міністр торгівлі Білоруської РСР, постійний представник Ради міністрів Білоруської РСР при Раді міністрів СРСР, завідувач відділу торгівлі і побутового обслуговування ЦК КПРС. Депутат Верховної ради Білоруської РСР. Депутат Верховної ради Російської РФСР 11-го скликання. Кандидат у члени ЦК КПРС у 1986—1990 роках.

## Життєпис
Народився в селянській родині. У 1947 році разом з родиною переїхав до селища Осинторф Дубровинського району Вітебської області Білоруської РСР. У 1953 році закінчив середню школу.
У 1953—1957 роках — студент торгово-економічного факультету Білоруського державного інституту народного господарства імені Куйбишева.
У 1957—1959 роках — заступник директора магазину в місті Вітебську, старший економіст Вітебського обласного фінансового відділу. У 1959—1960 роках — старший економіст Вітебської обласної бази «Білгоспторгу». У 1960—1962 роках — начальник планового відділу тресту їдалень і ресторанів Вітебської області.
Член КПРС з 1960 року.
У 1962—1964 роках — директор універмагу міста Вітебська.
У 1964—1969 роках — начальник управління торгівлі виконавчого комітету Вітебської обласної ради депутатів трудящих.
У 1969—1971 роках — заступник завідувача, у 1971—1978 роках — завідувач відділу торгівлі і побутового обслуговування ЦК КП Білорусії.
У 1978—1980 роках — слухач Академії народного господарства при Раді міністрів СРСР.
У 1980—1981 роках — міністр торгівлі Білоруської РСР.
У 1981—1983 роках — заступник міністра торгівлі СРСР.
У 1983—1984 роках — постійний представник Ради міністрів Білоруської РСР при Раді міністрів СРСР.
У 1984—1985 роках — заступник завідувача, в 1985—1988 роках — завідувач відділу торгівлі і побутового обслуговування ЦК КПРС.
У 1988—1991 роках — 1-й заступник завідувача соціально-економічного відділу ЦК КПРС — завідувач підвідділу соціальної політики.
З 1994 року — персональний пенсіонер у Москві.
Очолював Східноєвропейську біржу в Москві. Перший віцепрезидент Російського суспільного фонду «Святая Русь», заступник Російського суспільного благодійного фонду ветеранів (пенсіонерів) війни, праці та збройних сил, член правління Російського фонду ветеранів. Громадський радник голови управи району Хамовники міста Москви.

## Нагороди і звання
- два ордени Трудового Червоного Прапора
- орден Дружби народів
- медалі